# Sumqayit

Localització de Sumqayit, ressaltada en vermell, al mapa de l'Azerbaidjan.

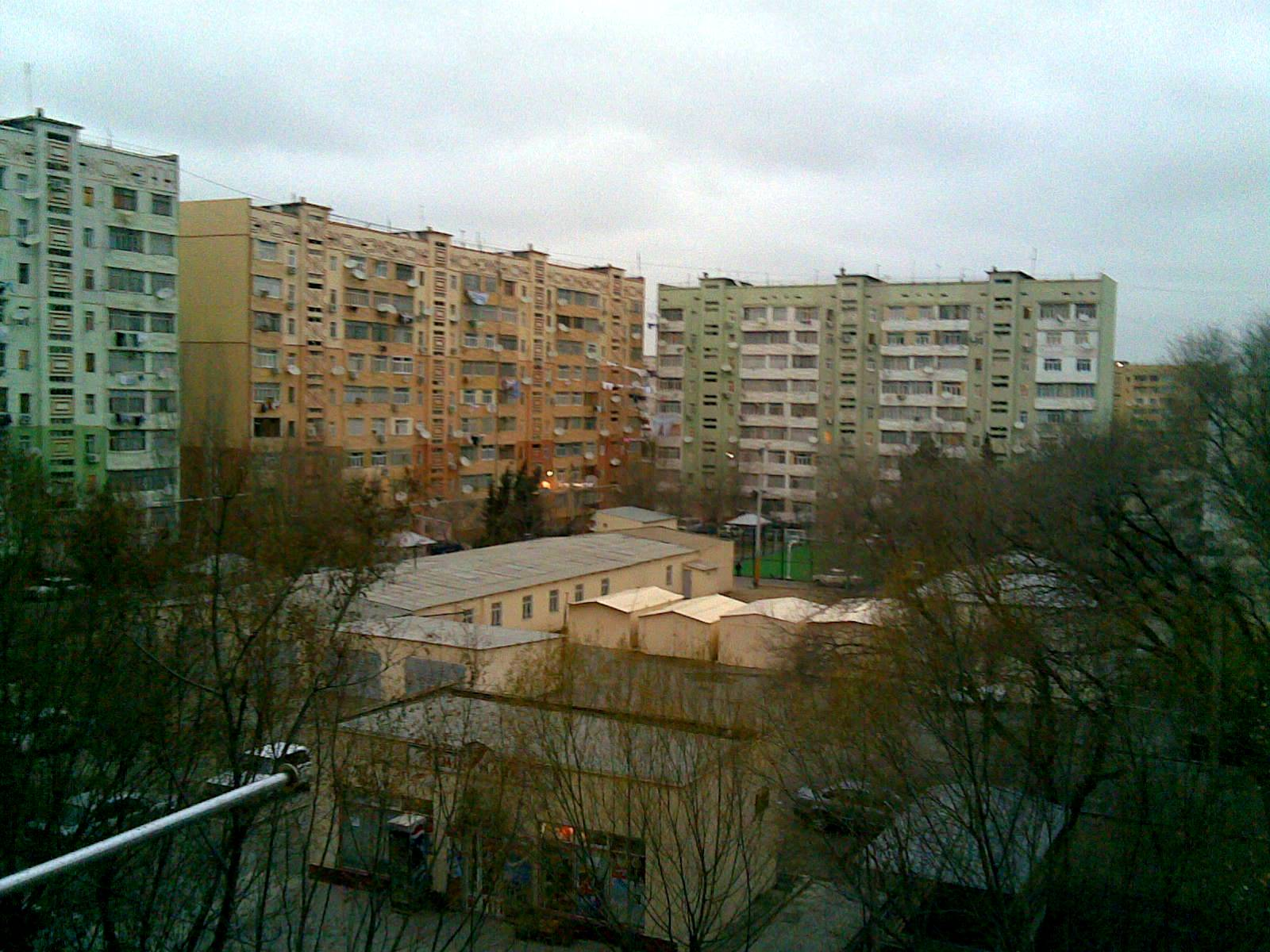
Sumqayit, el desembre de 2011.

Sumqayit (en àzeri: Sumqayıt), és una de les onze ciutats autònomes de la República de l'Azerbaidjan.
Sumgayit és una de les ciutats més grans a l'Azerbaidjan, situada prop de la mar Càspia, aproximadament a 31 quilòmetres de la capital, Bakú. La ciutat té una superfície de noranta-sis kilòmetres quadrats, i amb una densitat de població de 3.987 habitants per kilòmetre quadrat, hi viuen unes 308.700 persones (segons el cens de 2009). És la tercera ciutat més gran de l'Azerbaidjan després de la capital Bakú i de Ganja. Va ser fundada el 22 de novembre de 1949, com a unió administrativa de dues poblacions: Jorat i Haji Zeynalabdin, la segona pren el nom de l'empresari de l'oli i filantrop Haji Zeynalabdin Taghiyev. És seu de la Universitat Estatal de Sumqayit.

## Persones il·lustres
- Xakhriar Mamediàrov (1985), Gran Mestre d'escacs
- Zaur Həşimov (1981), futbolista

## Ciutats agermanades
- Ludwigshafen, Alemanya
- Bari, Itàlia
- Txerkassi, Ucraïna
- Cu Cou, Xina
- Ceyhan, Turquia
- Rustavi, Geòrgia
- Mahiliou, Belarús
- Linz, Àustria
- Piteşti, Romania
- Akhtau, Kazakhstan
- Gènova, Itàlia